# Silvie Maryško
Silvie Maryško (* 14. ledna 1985) rozená Koblížková je česká herečka. Ve filmu se proslavila už jako školačka díky Janu Hřebejkovi, který ji obsadil do role Uzlinky ve filmu Pelíšky. Hrála též v seriálu Velmi křehké vztahy Kristýnu Liškovou.
Silvie se narodila v roce 1985 v Praze. Její první role byla v televizním seriálu České televize Kde padají hvězdy. O rok později se objevila ve filmu Jak se dělá opera. V seriálu Kde padají hvězdy si jí všiml režisér Jan Hřebejk a v roce 1997 ji obsadil do role Uzlinky ve filmu Pelíšky.
Silvie neuspěla při přijímacích zkouškách na konzervatoř. Vystudovala manažerskou školu. Poté pracovala jako barmanka. Dále jsme ji mohli zahlédnout v roli dospívající Kristýny Rubešové v seriálu televize Prima Rodinná pouta a následně Velmi křehké vztahy. Silvii můžeme vidět v Divadle pod Palmovkou v zájezdovém představení Postel plná cizinců.

## Filmografie
- Kde padají hvězdy (1996)
- Bídníci (1998)
- Pelíšky (1999)
- Rodinná pouta (2004)
- Velmi křehké vztahy (2007)